# Richard Widmark

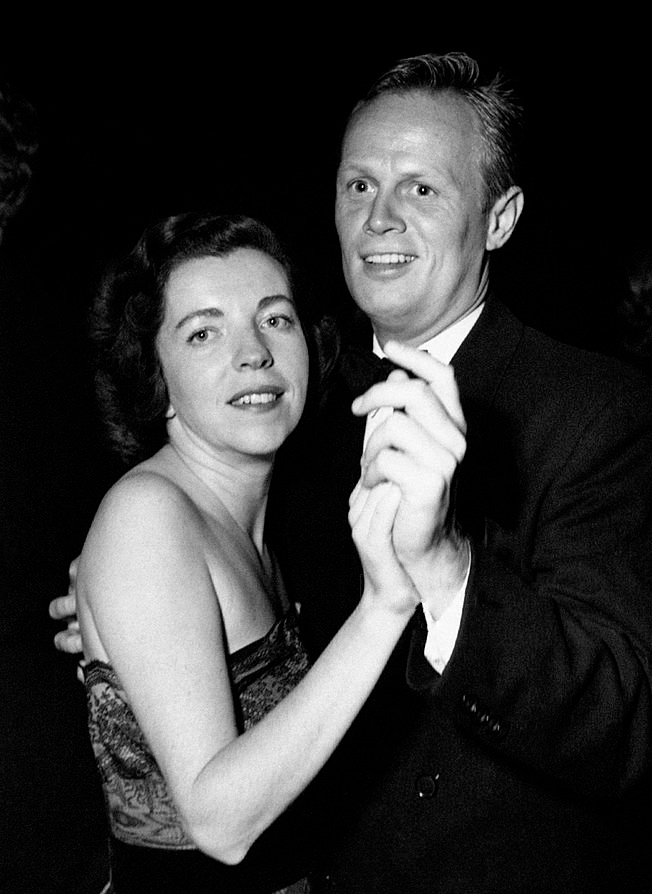
Jean Hazlewood e Richard Widmark nos anos 1950

Richard Widmark (Sunrise Township, 26 de Dezembro de 1914 – Roxburry, 24 de Março de 2008) foi um ator e produtor estadunidense de cinema, teatro e televisão 
Ele foi indicado ao Oscar por seu papel como o vilão Tommy Udo em seu filme de estreia, Kiss of Death (1947), pelo qual também ganhou o Globo de Ouro de Estreante Mais Promissor. No início de sua carreira, Widmark foi tipificado em papéis semelhantes de vilão ou anti-herói em film noirs, mas depois se ramificou em papéis principais e coadjuvantes mais heroicos em Westerns, dramas convencionais e filmes de terror, entre outros.
Por suas contribuições para a indústria cinematográfica, Widmark tem uma estrela na Calçada da Fama de Hollywood em 6800 Hollywood Boulevard. 

## Filmografia
- 1947 - Kiss of Death
- 1948 - The Street with No Name
- 1948 - Road House
- 1948 - Yellow Sky (Brasil: Céu Amarelo )
- 1949 - Down to the Sea in Ships
- 1949 - Slattery's Hurricane
- 1950 - Night and the City
- 1950 - Panic in the Streets
- 1950 - No Way Out
- 1950 - Halls of Montezuma
- 1951 - The Frogmen
- 1952 - Red Skies of Montana
- 1952 - Don't Bother to Knock
- 1952 - O. Henry's Full House
- 1952 - My Pal Gus
- 1953 - Destination Gobi
- 1953 - Pickup on South Street
- 1953 - Take the High Ground! (Brasil: Dá-Me Tua Mão )
- 1954 - Hell and High Water
- 1954 - Garden of Evil
- 1954 - Broken Lance
- 1955 - A Prize of Gold  (Brasil: Ouro Maldito )
- 1955 - The Cobweb
- 1956 - Backlash  (Brasil: Punidos Pelo Próprio Sangue ) lançado em DVD como (Unidos Pelo Próprio Sangue)
- 1956 - Run for the Sun (Brasil: Dois Destinos Se Encontram )
- 1956 - The Last Wagon  (Brasil: A Última Carroça )
- 1957 - Saint Joan
- 1957 - Time Limit  (Brasil: Para Que Os Outros Possam Viver )
- 1958 - The Law and Jake Wade  (Brasil: 'Duelo Na Cidade Fantasma' )
- 1958 - The Tunnel of Love
- 1959 -  The Trap
- 1959 - Warlock (Brasil: Minha Vontade É Lei )
- 1960 - The Alamo (1960)
- 1961 - The Secret Ways
- 1961 - Two Rode Together (Brasil: Terra Bruta )
- 1961 - Judgment at Nuremberg
- 1962 -  How the West Was Won
- 1964 - The Long Ships  (Brasil: Os Legendários Vikings )
- 1964 - Flight from Ashiya (Brasil: Sacrifício Sem Glória )
- 1964 - Cheyenne Autumn  (Brasil: O Crepúsculo De Uma Raça )
- 1965 - The Bedford Incident
- 1966 - Alvarez Kelly
- 1967 - The Way West
- 1968 - Madigan (Brasil: Os Impiedosos ) - A Talent for Loving
- 1969 - Death of a Gunfighter (Brasil: Só Matando )
- 1970 - The Moonshine War  (Brasil: Guerra De Contrabandistas )
- 1972 - When the Legends Die (Quando as Lendas Morrem)
- 1974 - Murder on the Orient Express
- 1976 - To the Devil a Daughter
- 1976 - The Sell-Out
- 1977 - Twilight's Last Gleaming
- 1977 - The Domino Principle
- 1977 - Rollercoaster
- 1978 - Coma
- 1978 - The Swarm
- 1979 - Bear Island
- 1982 - National Lampoon Goes to the Movies
- 1982 -  Hank Panky
- 1982 - Who Dares Wins
- 1984 - Against All Odds
- 1991 - True Colors
- 1992 - Lincoln - (voz, documentário)
- 1996 - Wild Bill: Hollywood Maverick - (documentário)